# A Fülöp-szigetek az 1976. évi nyári olimpiai játékokon
A Fülöp-szigetek a kanadai Montréalban megrendezett 1976. évi nyári olimpiai játékok egyik részt vevő nemzete volt. Az országot az olimpián 6 sportágban 14 sportoló képviselte, akik érmet nem szereztek.

## Atlétika
Férfi
| Versenyző    | Versenyszám | Döntő   | Döntő    |
| Versenyző    | Versenyszám | Idő     | Helyezés |
| ------------ | ----------- | ------- | -------- |
| Víctor Idava | Maraton     | 2:38:23 | 57.      |

## Ökölvívás
| Versenyző          | Versenyszám | Selejtező         | 32-es főtábla                      | Nyolcaddöntő      | Negyeddöntő                 | Elődöntő          | Döntő             | Helyezés |
| Versenyző          | Versenyszám | Ellenfél Eredmény | Ellenfél Eredmény                  | Ellenfél Eredmény | Ellenfél Eredmény           | Ellenfél Eredmény | Ellenfél Eredmény | Helyezés |
| ------------------ | ----------- | ----------------- | ---------------------------------- | ----------------- | --------------------------- | ----------------- | ----------------- | -------- |
| Eduardo Baltar     | Papírsúly   |                   | Armando Guevara (VEN) · 0-5        | kiesett           | kiesett                     | kiesett           | kiesett           | 17.      |
| Reynaldo Fortaleza | Harmatsúly  | erőnyerő          | Evan Parris (GUY) · nem vett részt | erőnyerő          | Patrick Cowdell (GBR) · 1-4 | kiesett           | kiesett           | 5.       |
| Ruben Mares        | Pehelysúly  | erőnyerő          | Richard Nowakowski (GDR) · 0-5     | kiesett           | kiesett                     | kiesett           | kiesett           | 17.      |

## Sportlövészet
Nyílt
| Versenyző        | Versenyszám          | Pont | Helyezés |
| ---------------- | -------------------- | ---- | -------- |
| Tom Ong          | Gyorstüzelő pisztoly | 557  | 44.      |
| Arturo Macapagal | Szabadpisztoly       | 534  | 37.      |

## Súlyemelés
| Versenyző            | Versenyszám | Szakítás | Szakítás | Lökés    | Lökés    | Összesen | Helyezés |
| Versenyző            | Versenyszám | Eredmény | Helyezés | Eredmény | Helyezés | Összesen | Helyezés |
| -------------------- | ----------- | -------- | -------- | -------- | -------- | -------- | -------- |
| Salvador del Rosario | 52 kg       | 90,0     | 11.*     | 122,5    | 7.       | 212,5    | 9.       |
| Arturo del Rosario   | 56 kg       | 92,5     | 18.      | 130,0    | 12.      | 222,5    | 13.      |

* - egy másik versenyzővel azonos eredményt ért el

## Úszás
Férfi
| Versenyző       | Versenyszám    | Előfutam | Előfutam | Előfutam | Elődöntő | Elődöntő | Elődöntő | Döntő   | Döntő    |
| Versenyző       | Versenyszám    | Idő      | Hely.    | Össz.    | Idő      | Hely.    | Össz.    | Idő     | Helyezés |
| --------------- | -------------- | -------- | -------- | -------- | -------- | -------- | -------- | ------- | -------- |
| Gerardo Rosario | 100 m gyors    | 56,00    | 6.       | 39.      | kiesett  | kiesett  | kiesett  | kiesett | kiesett  |
| Gerardo Rosario | 200 m gyors    | 2:02,81  | 7.       | 52.      |          |          |          | kiesett | kiesett  |
| Gerardo Rosario | 100 m hát      | 1:02,08  | 7.       | 37.      | kiesett  | kiesett  | kiesett  | kiesett | kiesett  |
| Gerardo Rosario | 200 m hát      | 2:13,89  | 7.       | 31.      |          |          |          | kiesett | kiesett  |
| Edwin Borja     | 400 m gyors    | 4:18,97  | 7.       | 44.      |          |          |          | kiesett | kiesett  |
| Edwin Borja     | 1500 m gyors   | 17:05,75 | 7.       | 28.      |          |          |          | kiesett | kiesett  |
| Edwin Borja     | 200 m pillangó | 2:10,61  | 7.       | 32.      |          |          |          | kiesett | kiesett  |
| Edwin Borja     | 400 m vegyes   | 4:52,21  | 7.       | 30.      |          |          |          | kiesett | kiesett  |

Női
| Versenyző   | Versenyszám  | Előfutam | Előfutam | Előfutam | Elődöntő | Elődöntő | Elődöntő | Döntő   | Döntő    |
| Versenyző   | Versenyszám  | Idő      | Hely.    | Össz.    | Idő      | Hely.    | Össz.    | Idő     | Helyezés |
| ----------- | ------------ | -------- | -------- | -------- | -------- | -------- | -------- | ------- | -------- |
| Nancy Deano | 100 m mell   | 1:20,93  | 6.       | 33.      | kiesett  | kiesett  | kiesett  | kiesett | kiesett  |
| Nancy Deano | 200 m mell   | 2:53,08  | 7.       | 35.      |          |          |          | kiesett | kiesett  |
| Nancy Deano | 400 m vegyes | 5:34,89  | 6.       | 20.      |          |          |          | kiesett | kiesett  |

## Vitorlázás
Nyílt
| Versenyző                      | Versenyszám | Futam  | Futam | Futam | Futam | Futam | Futam | Futam | Pontszám | Helyezés |
| Versenyző                      | Versenyszám | 1      | 2     | 3     | 4     | 5     | 6     | 7     | Pontszám | Helyezés |
| ------------------------------ | ----------- | ------ | ----- | ----- | ----- | ----- | ----- | ----- | -------- | -------- |
| Mario Almario                  | Finn dingi  | (34,0) | 30,0  | 34,0  | 33,0  | 34,0  | 34,0  | 34,0  | 199,0    | 28.      |
| Jesús Villareal Juan Villareal | Tempest     | (22,0) | 22,0  | 21,0  | 22,0  | 17,0  | 20,0  | 21,0  | 123,0    | 16.      |